# Liste der Biografien/Mas
Liste der Biografien |
Portal Biografien |
Personensuche
# |
A |
B |
C |
D |
E |
F |
G |
H |
I |
J |
K |
L |
M |
N |
O |
P |
Q |
R |
S |
T |
U |
V |
W |
X |
Y |
Z |
?
 
Ma |
Mb |
Mc |
Md |
Me |
Mf |
Mg |
Mh |
Mi |
Mj |
Mk |
Ml |
Mm |
Mn |
Mo |
Mp |
Mq |
Mr |
Ms |
Mt |
Mu |
Mv |
Mw |
Mx |
My |
Mz
 
Maa |
Mab |
Mac |
Mad |
Mae |
Maf |
Mag |
Mah |
Mai |
Maj |
Mak |
Mal |
Mam |
Man |
Mao |
Map |
Maq |
Mar |
Mas |
Mat |
Mau |
Mav |
Maw |
Max |
May |
Maz
 
Masa |
Masb |
Masc |
Masd |
Mase |
Masg |
Mash |
Masi |
Masj |
Mask |
Masl |
Masm |
Masn |
Maso |
Masp |
Masq |
Masr |
Mass |
Mast |
Masu |
Masv |
Masw |
Masy |
Masz
Die Liste der Biografien führt alle Personen auf, die in der deutschsprachigen Wikipedia einen Artikel haben. Dieses ist eine Teilliste mit 26 Einträgen von Personen, deren Namen mit den Buchstaben „Mas“ beginnt.

## Mas
- Mas Canosa, Jorge (1939–1997), US-amerikanischer Unternehmer und Exilkubaner
- Mas i Collellmir, Bartomeu (1900–1980), spanischer Maler und Bildhauer
- Mas i Conde, Salvador (* 1951), katalanischer Dirigent
- Mas i Mallén, Rosa (1916–1988), katalanische Violinistin und Komponistin
- Mas i Serracant, Domènec (1866–1944), katalanischer Organist, Kapellmeister und Komponist
- Mas Latrie, Louis de (1815–1897), französischer Historiker und Diplomatiker
- Mas Quiles, Juan Vicente (1921–2021), spanischer Komponist und Dirigent
- Mas Selamat bin Kastari (* 1961), indonesischer Terrorverdächtiger
- Mas, Artur (* 1956), spanischer Politiker, Präsident der Generalitat (der katalanischen Regierung)
- Mas, Carolyne (* 1955), US-amerikanische Singer-Songwriterin
- Mas, Emmanuel (* 1989), argentinischer Fußballspieler
- Mas, Enric (* 1995), spanischer RadrennfahrerEnric Mas (* 1995)

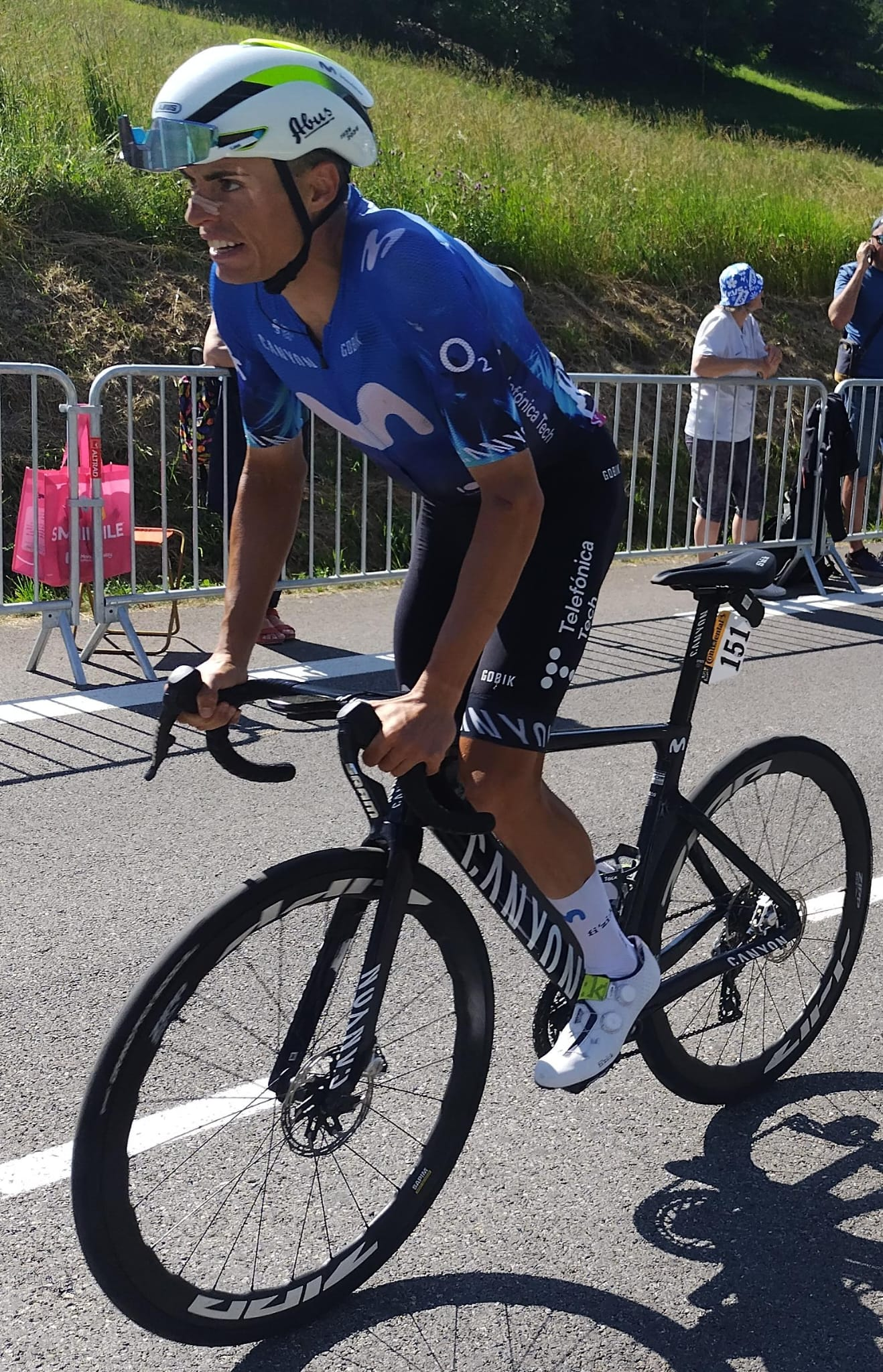
Enric Mas (* 1995)

- Mas, Gilles (* 1961), französischer Radrennfahrer
- Mas, Jasem Walied al (* 1990), kuwaitischer Hürdenläufer
- Mas, Jean-Pierre (* 1948), französischer Jazzmusiker und Filmkomponist
- Mas, Jeanne (* 1958), französische Popsängerin
- Mas, Lluís (* 1989), spanischer Bahn- und Straßenradrennfahrer
- Mas, Meritxell (* 1994), spanische Synchronschwimmerin
- Mas, Miguel (* 1943), spanischer Radrennfahrer
- Mas, Naif al- (* 2000), saudi-arabischer Fußballspieler
- Mas, Oksana (* 1969), ukrainische Künstlerin
- Mas, Óscar (* 1946), argentinischer Fußballspieler
- Mas, Paul (* 1995), französischer Animator
- Mas, Roger (* 1975), katalanischer Liedermacher und Sänger
- Mas, Sissy de (* 1946), deutsche Fernsehmoderatorin
- Mas-Colell, Andreu (* 1944), spanisch-katalanischer Ökonom, Minister der Katalanischen Regierung